# Albignasego
Albignasego is een gemeente in de Italiaanse provincie Padua (regio Veneto) en telt 26.006 inwoners (2021). De oppervlakte bedraagt 21,0 km2, de bevolkingsdichtheid is 952 inwoners per km2.
De volgende frazioni maken deel uit van de gemeente: Carpanedo, Ferri, Lion, Mandriola, S. Agostino, S. Giacomo, S. Lorenzo, S.Tommaso.

## Demografie
Albignasego telt ongeveer 7504 huishoudens. Het aantal inwoners steeg in de periode 1991-2001 met 6,0% volgens cijfers uit de tienjaarlijkse volkstellingen van ISTAT.
| Jaar | Inwoneraantal |
| ---- | ------------- |
| 1991 | 18.070        |
| 2001 | 19.147        |

## Geografie
De gemeente ligt op ongeveer 11 m boven zeeniveau.
Albignasego grenst aan de volgende gemeenten: Abano Terme, Casalserugo, Maserà di Padova, Padova, Ponte San Nicolò.